# Ceibo y taba
 Ceibo y taba  es una película de Argentina filmada en colores y en blanco y negro en 16 mm. dirigida por Santiago Calori según su propio guion escrito en colaboración con Alejandro Ocón sobre la obra teatral de este,  que se produjo en 2000  pero  que pese a estar terminada no fue estrenada comercialmente. Se exhibió en la sección Work in progress del Buenos Aires Festival Internacional de Cine Independiente de 2000 y tuvo como actores principales a Alejandro Ocón, Alfredo Allende y Axel Kuschevatzky. La obra teatral había sido estrenada en el Teatro Margarita Xirgu en mayo de 1999 con el mismo elenco y dirección de Ocón y parte del filme fue incorporado a la película documental La película infinita.

## Sinopsis
Es una comedia negra en la cual un excombatiente de la Guerra de Malvinas que se pasa recitando una proclama revolucionaria en talk shows conoce a un hombre que se gana la vida pidiendo dinero en los ómnibus y trata que lo acompañe en una acción revolucionaria que se iniciaría con la retoma de las Islas Malvinas.

## Reparto
Participaron del filme los siguientes intérpretes:
- Alejandro Ocón...Ceibo
- Alfredo Allende...Taba
- Axel Kuschevatzky...Mauricio Godlfarb
- Leo Bosio

## Comentarios
Preguntado en un reportaje sobre el filme Ceibo y Taba, el director Calori respondió:

”Quedó en nada y en todo, en realidad. Se filmó, pasó mucho tiempo, se montó, se remontó, quedó en un limbo, pasaron mil años… Me llamó Leandro Listorti, que viene laburando mucho con found footage, y me dice que está haciendo un documental con material de películas que no se terminaron. Le di todo el material a él. Me pareció una buena idea para darle un cierre a eso…ya estaba terminada. Pasa que no estaba buena. Para cuando me di cuenta lo que faltaba, el esfuerzo que requería, ya era tarde para salir a hacerlo. Aprendí mucho: “Esto no, esto no, esto no…”. Como una escuela de cine. Pero no me jode. Con la terapia hecha y el tiempo pasado y entendiendo por qué, me parece que ya está.”